# 布祖格·乌米德
布祖格·乌米德（波斯语：‎，11世纪—1138年2月9日），是尼扎里伊斯玛仪国的第二代达瓦，该政权由刺客组织阿萨辛派首领哈桑·沙巴创建。
1124年6月11日，哈桑·沙巴逝世的前一天，乌米德被他任命为继任者；他于1124年至1138年 (伊斯兰历：518年–532年) 间统治着阿剌模忒堡。乌米德是一位精于政务的领主，在他统治阿萨辛派期间，针对各国的暗杀行动相对减少。他在1138年2月9日去世，其子穆罕默德·伊本·布祖尔格-乌米德继位为第三代尼扎里伊斯玛仪国达瓦。